# Paul Guilfoyle
Paul Guilfoyle (Boston, Massachusetts, 28 d'abril de 1949) és un actor de teatre, cinema i televisió estatunidenc.

## Biografia
Es va educar a Boston, en el Boston College High School, una escola dels jesuïtes, i es va graduar a la Universitat de Lehigh.
És membre de The Actor's Studio i va establir una reputació teatral a dins i fora de Broadway, incloent 12 anys amb la Companyia de Teatre de Boston, les seves aparicions en Broadway inclouen Rabe's The Basic Training of Pavlo Hummel, Those The River Keeps, Richard III amb Al Pacino, Glengarry Glen Ross de David Mamet, Death Defying Acts, i Search and Destroy.
És conegut pel seu paper del detectiu Jim Brass en la sèrie CSI: Crime Scene Investigation. No obstant això, el seu pas per la televisió és extens, incloent papers notables a Miami Vice, Law & Order i Ally McBeal.
Va debutar al cinema el 1975 i va treballar dues vegades amb Harrison Ford, en Air Force One i en Random Hearts.
Com a aficions, destaca la seva passió per l'hoquei.

## Vida personal
Guilfoyle viu a la ciutat de Nova York amb la seva dona, la coreògrafa Lisa Giobbi, i la seva filla Snowden.

## Filmografia
- Billy Galvin (1986)
- Howard the Duck (1986)
- Wall Street (1987)
- Beverly Hills Cop II (1987)
- Dealers, clan d'ambiciosos (1988)
- Cadillac Man (1990)
- The Local Stigmatic (1990)
- El color de l'ambició (1991)
- Hoffa (1992)
- Anàlisi Final (1992)
- Mrs.Doubtfire (1993)
- La nit que mai vam tenir (1993)
- Nu a Nova York (1993)
- Quiz Xou: El dilema (1994)
- Amelia Earhart, el vol final (1994)
- Qüestió de sang (1994)
- Gospa (1995)
- Retorn inesperat (1995)
- Cafe Society (1995)
- En creuar el límit (1996)
- Striptease (1996)
- Rescat (1996)
- Romanç a Nova York (1996)
- Presoners del cel (1996)
- La nit cau sobre Manhattan (1996)
- Acariciant la mort (1997)
- L.A. Confidential (1997)
- Air Force One (1997)
- Negociador (1998)
- Primary Colors (1998)
- Anywhere But Here (1999)
- Capricis del destí (Random Hearts) (1999)
- Entropy (1999)
- In Dreams (1999)
- Sessió 9 (Session 9) (2001)
- Embolic a l'Havana (2000)
- Company Man (2000)
- Tempesta (2004)
- Spotlight (2015)
- Colony (2016)